# Gutob-Remo-Geta’ jezici
Gutob-Remo-Geta’ jezici, malena skupina austroazijskih jezika, porodica munda, koji se govore na području indijske države Orissa, osobito u distriktima Koraput i Malkangiri. 
Sastoji se od dvije manje podskupine koje obuhvaćaju 3 jezika, to su Geta’ s jezikom gata’ [gaq] i 3.060 govornika (1991 popis) i gutob-remo s jezicima bodo gadaba [gbj], 8.000 (2000) i Bondo [bfw], 9.000 (2002 SIL).

## Vanjske poveznice
- Ethnologue (14th)
- Ethnologue (15th)